# Genzeryk

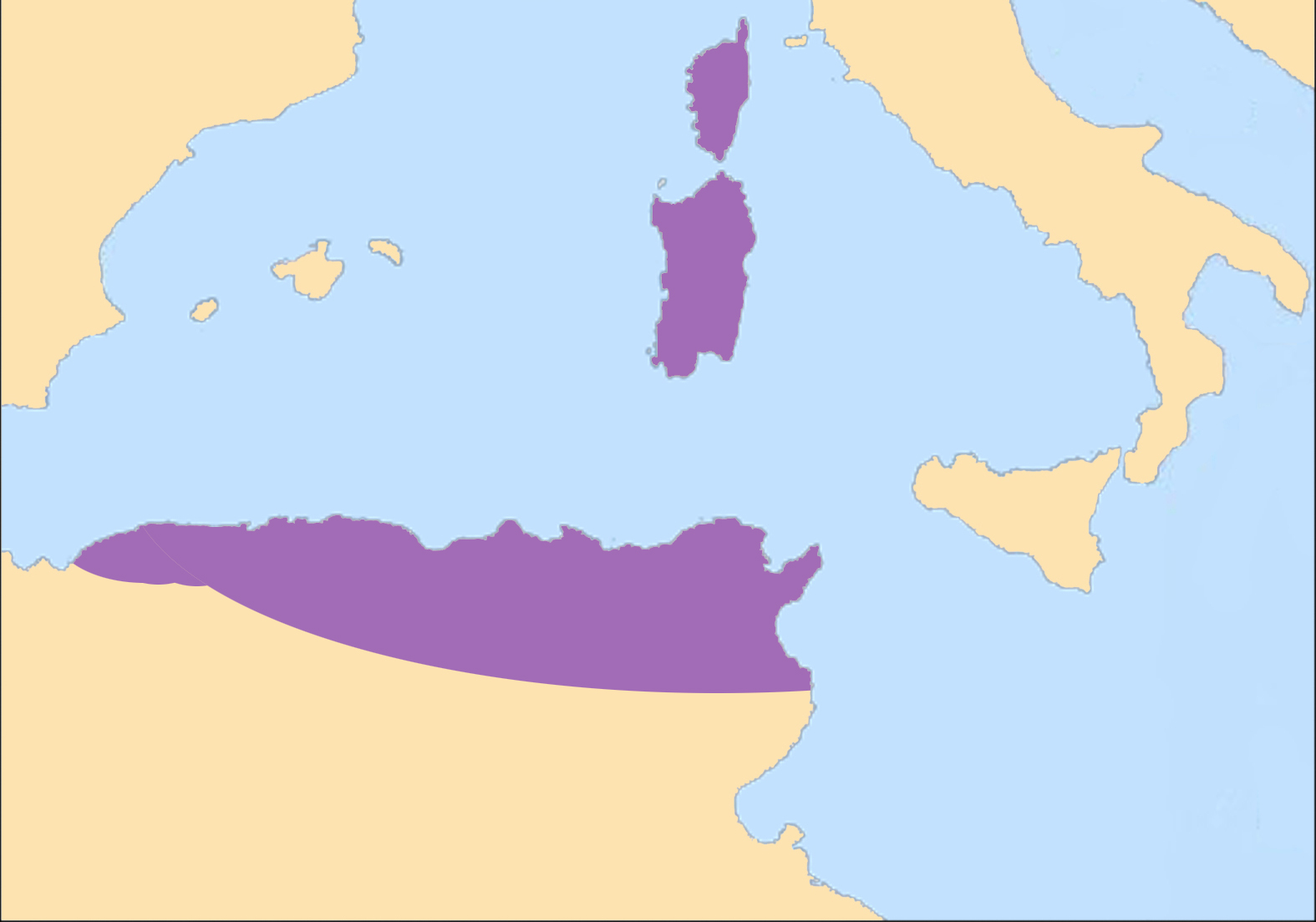
Państwo Wandalów w 455

Genzeryk (także Gejzeryk, Gaiserich, Geiserich, Genseryk; ur. ok. 390, zm. 25 stycznia 477) – król Wandalów i Alanów w latach 428–477. Wyznawca arianizmu.
Był nieślubnym synem Godigisela i niewolnicy. W 428 roku, po śmierci przyrodniego brata Gunderyka, został królem Wandalów.

## Życiorys
Genzeryk był władcą Wandalów, a dokładnie odłamu plemienia, który – w wyniku wędrówki ludów spowodowanej najazdem Hunów – osiedlił się na terenach dzisiejszej Hiszpanii (Andaluzja). W 429 wraz ze swoim ludem (liczącym ok. 80 tys. osób) przeprawił się przez Cieśninę Gibraltarską, przepędził Rzymian z Ceuty i stopniowo podbijał kolejne ziemie, w pozostającej pod rzymskim panowaniem Afryce Północnej. Pierwszym odnotowanym działaniem Wandalów w Afryce było oblężenie Hippony, rozpoczęte w maju lub czerwcu 430. Zakończyło się w sierpniu lub wrześniu 431, kiedy to Wandalowie odstąpili od oblężenia (wcześniej rozbili w polu rzymskie wojska komesa Bonifacjusza), jednak wkrótce wkroczyli do opuszczonego przez mieszkańców miasta. Genzerykowi nie udało się natomiast zdobyć Cyrty ani Kartaginy. Na podbitych terenach Genzeryk stworzył nowe państwo germańskie i rozbudowywał flotę – Wandalowie żyli z łupów i piractwa, które zagrażało całemu basenowi Morza Śródziemnego.
Pod koniec 431 lub na początku 432 cesarz rzymski zdecydował się na wysłanie do Afryki korpusu ekspedycyjnego pod wodzą patrycjusza Flaviusza Ardabura Aspara, który jednak został pokonany, podobnie jak posiłki pod wodzą Bonifacjusza. 11 lutego 435 w Hipponie doszło do zawarcia układu pokojowego między cesarstwem, reprezentowanym przez Trigetiusa, a Genzerykiem i jego ludem. Wandalowie uznali się i zostali uznani za sprzymierzeńców (foederati) Rzymu i jako tacy otrzymywali od cesarstwa tereny, na których mieli przebywać i gospodarować. Jak twierdził Prokopiusz z Cezarei, Genzeryk zrezygnował w danym momencie z kontynuowania podboju i zgodził się na płacenie cesarzowi corocznego trybutu oraz wydał mu syna Huneryka jako zakładnika (którego zresztą cesarz wkrótce łaskawie zwolnił na znak "wielkiej przyjaźni").
19 października 439 Genzeryk złamał układ z 435, zdobywając Kartaginę oraz przenosząc do niej swoją rezydencję i czyniąc z niej ośrodek swego państwa. Wandalowie skonfiskowali mienie senatorów rzymskich oraz duchownych katolickich, a tych drugich na rozkaz Genzeryka wypędzono. Duchownych umieszczono na zużytych lub niesprawnych statkach, jednak udało im się dopłynąć do Italii. Katolickie kościoły zostały przekazane w ręce arian. W 440 zaatakował Sycylię. W 442 cesarz Walentynian zawarł z Genzerykiem pokój, w wyniku którego król Wandalów otrzymywał tereny dzisiejszej Tunezji oraz wschodniej Algierii. Sam Genzeryk zobowiązywał się do składania cesarzowi darów.
W 455 wdowa po zamordowanym cesarzu Walentynianie III, Licynia Eudoksja wezwała Genzeryka na pomoc w wojnie z Petroniuszem Maksymusem, który po objęciu rządów poślubił ją wbrew jej woli, jednocześnie wydając za swojego syna Palladiusza jej córkę Eudokię (obiecaną wcześniej Hunerykowi). Dało to Genzerykowi argument do interwencji. W tym samym roku Wandalowie zdobyli i splądrowali sam Rzym. Nazwa plemienia zachowała się w wielu językach i oznacza barbarzyńskie niszczenie (wandalizm). Wśród zakładników znajdowały się również Eudoksja i jej dwie córki, Eudokia i Placydia, które po latach, na skutek licznych interwencji cesarzy wschodniorzymskich, zostały zwolnione, natomiast Eudokia została zaślubiona Hunerykowi.
W 461 przeciwko państwu Genzeryka wyprawił się cesarz Majorian. Genzeryk, po początkowym bezskutecznym poproszeniu cesarza o pokój, przystąpił do działań zabezpieczających, stosując na wypadek spodziewanej inwazji taktykę spalonej ziemi: pustosząc Mauretanię i każąc zatruwać wszystkie studnie. Zdołał przechwycić rzymską flotę, stacjonującą w porcie Elche. Na wieść o tym cesarz odstąpił od działań inwazyjnych i przystąpił do rokowań. Prawdopodobnie cesarz zobowiązał się do nieponawiania ataków na Kartaginę, w zamian za co król Wandalów wyraził zgodę na pozostawienie w spokoju Italii. Po śmierci cesarza Majoriana (sierpień 461), Genzeryk ogłosił dopiero co zawarty traktat za nieważny.
W 468 doszło do wielkiej wyprawy wschodniorzymskiej na państwo Genzeryka; miało ono zostać zaatakowane jednocześnie na trzech frontach: główne siły (pod dowództwem Bazyliskusa) były skierowane przeciwko Kartaginie, część (pod wodzą Herakliusza i Marsusa) miała zaatakować od wschodu, a część (pod dowództwem Marcellinusa) na wyspach Morza Śródziemnego. Na początku wyprawy wojska Herakliusza i Marsusa pobiły Wandalów w Trypolitanii, a Marcellinus wyparł wandalskie załogi z Sycylii i Sardynii. Jednak na prośbę Genzeryka Bazyliskus zgodził się na pięciodniowy rozejm, w czasie którego Wandalowie zdołali się lepiej przygotować do obrony, a następnie zdobyć część floty rzymskiej (bitwa morska przy przylądku Bon). W sierpniu 468 wojska rzymskie wycofały się z państwa Wandalów. W 474 doszło do zawarcia pokoju Genzeryka z cesarzem Zenonem.
Działania Genzeryka wywarły olbrzymi wpływ na dzieje Cesarstwa Zachodniorzymskiego, przyczyniając się do jego upadku w roku 476.

## Imię
W pierwotnych źródłach wersje zlatynizowane (z końcówką rzymską -us), najwcześniejsza Gaisericus, tak u Hydacjusza (Hydatius), u późniejszego Wiktora z Wity Geisericus, u Jordanesa Gezericus, podobnie u Priscusa i Prokopiusza z Cezarei Gezericus, Gizericus, dopiero u Kasjodora najpóźniejsza wersja Gensericus; od pragermańskiego *gaiza- "włóczna" + *rîka-z "potężny, król", częste w imionach germańskich, późniejsze anglosaskie ric, niemieckie rich.